# Schi fond la Jocurile Olimpice de iarnă din 2018 - ștafetă 4x5 km (feminin)
Proba de schi fond, ștafetă 4x5 km feminin de la Jocurile Olimpice de iarnă din 2018 de la Pyeongchang, Coreea de Sud a avut loc pe 17 februarie 2018 la Alpensia Cross-Country Skiing Centre.

## Program
Orele sunt orele Coreei de Sud (ora României + 7 ore).
| Dată         | Ora         | Rundă  |
| ------------ | ----------- | ------ |
| 17 februarie | 18:30-19:45 | Finală |

## Rezultate
Cursa a început la ora 18:30.
| Loc | Număr de concurs | Țară                                                                                               | Timp                                    | Deficit |
| --- | ---------------- | -------------------------------------------------------------------------------------------------- | --------------------------------------- | ------- |
| 1   | 1                | Norvegia · Ingvild Flugstad Østberg · Astrid Uhrenholdt Jacobsen · Ragnhild Haga · Marit Bjørgen   | 51:24,3 13:28,9 14:15,9 11:46,7 11:52,8 | —       |
| 2   | 2                | Suedia · Anna Haag · Charlotte Kalla · Ebba Andersson · Stina Nilsson                              | 51:26,3 13:50,3 13:26,4 12:11,4 11:58,2 | +2,0    |
| 3   | 5                | Sportivii Olimpici ai Rusiei Natalia Nepryaeva Yulia Belorukova Anastasia Sedova Anna Nechaevskaya | 52:07,6 13:24,5 13:50,5 12:13,4 12:39,2 | +43,3   |
| 4   | 3                | Finlanda · Aino-Kaisa Saarinen · Kerttu Niskanen · Riitta-Liisa Roponen · Krista Pärmäkoski        | 52:26,9 13:44,4 13:40,7 12:45,2 12:16,6 | +1:02,6 |
| 5   | 4                | Statele Unite ale Americii · Sophie Caldwell · Sadie Bjornsen · Kikkan Randall · Jessica Diggins   | 52:44,8 14:26,0 13:54,2 12:12,9 12:11,7 | +1:20,5 |
| 6   | 6                | Germania · Stefanie Böhler · Katharina Hennig · Victoria Carl · Sandra Ringwald                    | 53:13,7 14:16,4 13:53,9 12:37,9 12:25,5 | +1:49,4 |
| 7   | 7                | Elveția · Laurien van der Graaff · Nadine Fähndrich · Nathalie von Siebenthal · Lydia Hiernickel   | 53:15,8 13:59,9 13:46,8 12:22,4 13:06,7 | +1:51,5 |
| 8   | 12               | Slovenia · Anamarija Lampič · Katja Višnar · Alenka Čebašek · Vesna Fabjan                         | 53:55,7 13:28,4 14:47,7 12:22,1 13:17,5 | +2:31,4 |
| 9   | 9                | Italia · Anna Comarella · Lucia Scardoni · Elisa Brocard · Ilaria Debertolis                       | 54:22,0 14:25,2 14:19,9 12:29,2 13:07,7 | +2:57,7 |
| 10  | 8                | Polonia · Ewelina Marcisz · Justyna Kowalczyk · Martyna Galewicz · Sylwia Jaśkowiec                | 54:30,9 14:23,1 14:13,0 13:14,8 12:40,0 | +3:06,6 |
| 11  | 11               | Cehia · Kateřina Beroušková · Karolína Grohová · Petra Nováková · Barbora Havlíčková               | 55:17,1 14:06,2 14:49,4 12:45,3 13:36,2 | +3:52,8 |
| 12  | 13               | Franța · Aurore Jéan · Anouk Faivre-Picon · Coraline Thomas Hugue · Delphine Claudel               | 55:50,2 14:37,7 14:43,7 12:52,2 13:36,6 | +4:25,9 |
| 13  | 10               | Canada · Dahria Beatty · Emily Nishikawa · Cendrine Browne · Anne-Marie Comeau                     | 56:14,6 15:00,2 14:35,0 12:53,7 13:45,7 | +4:50,3 |
| 14  | 14               | Belarus · Anastasia Kirillova · Yulia Tikhonova · Polina Seronosova · Valiantsina Kaminskaya       | 57:56,1 15:46,7 14:47,3 13:16,4 14:05,7 | +6:31,8 |